# Капра, Марчелло
Марчелло Капра (итал. Marcello Capra) — итальянский врач и философ XVI века.
Родом из Никосии на Кипре, был медиком Дон-Хуана Австрийского и в 1571 принимал участие в битве при Лепанто. Капра опубликовал «De sede animae et mentis ad Aristotelis precepta contra Galenum» (Палермо, 1589); «De Immortalitate animae» (Пал., 1589).